# Casa Bringué
La Casa Bringué és una obra d'Esterri de Cardós (Pallars Sobirà) protegida com a Bé Cultural d'Interès Local.

## Descripció
Conjunt edificat situat dins el nucli urbà de Ginestarre, es compon de diversos edificis: un habitatge unifamiliar distribuït en tres plantes, una quadra-paller de dues plantes, dos pallers oberts, tres volums annexes de petites dimensions, complementaris de l'activitat agrícola i dos patis interiors.
Els edificis es conformen mitjançant murs de pedra perimetrals, lligats amb argila i alguna vegada amb morter de calç; l'ús del ciment tipus Pòrtland és molt puntual, relegat a alguna balconada o ampit de la façana E, a algun arrebossat, com el dels murs del Celler Nou, i a algunes línies de contacte entre llosats i murs perimetrals. Els forjats són de fusta, al igual que els elements estructurals de les cobertes. Sobre l'embigat es disposa un teulat també de
Habitatge principal:
Edifici de tres plantes, la planta baixa semisoterrada, situat al SE del conjunt edificat. De planta pseudorectangular, presenta façanes exteriors i una façana interior. L'estructura es resol mitjançant murs de pedra perimetrals,forjats d'embigat amb pis de taula i coberta de taula recoberta de llosa, sostinguda també per un embigat de fusta (Coberta A). A la planta baixa hi ha dos pilars de planta quadrada, aquesta planta és de dimensions inferiors a les altres dues. Té diverses habitacions, entre les quals hi ha les anomenades: la quadra vella de les vaques i el celler nou.
La primera planta és semirectangular i de majors dimensions. Té accés exterior des del carrer mitjançant unes escales de pedra que salven el desnivell. Està subdividida en nou espais.
La segona planta també és semirectangular, sota coberta, coneguda com a Cap de Casa, amb funcionalitat diversa, s'hi accedeix per escala de fusta adossada al mur.
Quadra paller:
Cobert de dues plantes. Situat al SW del conjunt edificat, presenta façanes exteriors i interior a N. Parcialment adossat a l'habitatge principal, aprofitant el seu mur perimetral, i en part separat de la mateixa per un callís. Té una estructura de murs de pedra perimetrals, pilar quadrat central, forjat d'embigat amb pis de taula i coberta de llosa sobre embigat de fusta. La seva funcionalitat és agrària. La planta baixa anava destinada a la Quadra de les vaques i la primera planta era el paller.
Edifici:
D'una sola planta, de forma trapezoïdal. El nivell del sòl és situat a cota inferior al de Pati 3, diferència solucionada mitjançant escala interior de pedra. No està pavimentat. Està dividit en dos espais, en un hi ha els calassos del gra i el forn de pa; i l'altre espai feia les funcions de magatzem agrari.
Coberts:
Hi ha tres coberts de dues plantes; un de planta trapezoïdal anomenat "Perxada Vella", un altre de planta quasi quadrada amb el nom de"Perxada Nova",aquests dos coberts tenien funcionalitat agrària. El darrer cobert, també de planta trapezoïdal, està construït sobre les ruïnes de l'antiga Casa Rabot i acomplia funcions de corral.
Per acabar, hi ha un cobert d'una sola planta de petites dimensions, situat al sud de la Casa Bringué i adossat al mur sud del paller. És de planta trapezoïdal, passant a semielíptica vers l'oest. Servia com a corral porcí.

## Història
Segons la documentació, es dedueix la secular implantació a Ginestarre de la família Bringué; en efecte, ja l'any 1449 es documenta a Ginestarre un Joan Bringué, que exercia el càrrec de batlle. Amb tota seguretat, vist el càrrec de Joan, es pot deduir la importància de la casa al segle xv, denotant probablement unes arrels encara més llunyanes.
El cognom Bringué es mantingué com a propi de la casa fins a l'any 1886, en què la pubilla Maria matrimonià amb Dionisio Bosch, provinent del poble de Sorre (actual municipi de Sort, Pallars Sobirà); el pare de Dionisio Bosch Ros, l'actual propietari, es deia encara Josep Bosch Bringué (era un dels vuit fills de Maria i Dionisio). Durant cinc segles com a mínim, els Bringué anaren formant un patrimoni rústic que els permeté, amb els lògics alts i baixos, ésser la casa més important (casa forta, en pallarès) de Ginestarre. Però la família obtingué llurs recursos no sols de la pagesia: sabem que, durant diverses generacions, els Bringué exerciren la professió de Mestres de Cases. Finalment, l'any 1963, la família emigrà vers Mataró, i la casa restà deshabitada; només les terres i els coberts foren emprats per masovers, que continuaren usant-los fins avui.